# Guy Millar
Pour les articles homonymes, voir Millar.
Pas d'image ? Cliquez ici

a Compétitions nationales et continentales officielles uniquement.

b Matchs officiels uniquement.
Dernière mise à jour le 8 juillet 2024.
Guy Millar, né le 23 avril 1992 au Cap (Afrique du Sud), est un joueur australien d'origine sud-africaine de rugby à XV jouant au poste de pilier droit ou pilier gauche.

## Biographie
Guy Millar naît en Afrique du Sud mais vit en Australie depuis l’âge de 14 ans. Sélectionné dans l’équipe des Schoolboys australiens en 2010, il défend les couleurs de la King's School de Sydney et rejoint le centre de formation des Waratahs en 2011. Il est également membre de l’académie de la fédération australienne en 2012-2013. 
En 2014, il dispute le Shute Shield avec Eastwood puis le NRC avec les Greater Rams de Sydney.
En 2015, il fait ses débuts en Super Rugby avec la province de la Western Force, où il participe à deux éditions de la compétition. Il rejoint les Highlanders en 2017.
En mai 2018, il signe au Biarritz olympique pour disputer la Pro D2 puis prolonge son contrat jusqu'en 2023 en mai 2020. En décembre 2021, il prolonge son contrat jusqu'en 2024. Il met ensuite un terme à sa carrière.